# Yukarıkartal, Tepebaşı
Yukarıkartal là một xã thuộc huyện Tepebaşı, tỉnh Eskişehir, Thổ Nhĩ Kỳ. Dân số thời điểm năm 2011 là 83 người.